# Pjotr I: Poslednij tsar i pervyj imperator
Pjotr I: Poslednij tsar i pervyj imperator (russisk: Пётр I: Последний царь и первый император) er en russisk spillefilm fra 2022 af Andrej Kravtjuk.

## Medvirkende
- Ivan Kolesnikov som Pjotr I
- Aleksej Lukin
- Daniil Muravjev-Izotov
- Wolfgang Cerny som François Le Fort
- Igor Gordin som Mensjikov
- Maksim Ivanov
- Ksenija Utekihina som Jekaterina